# António Óscar de Fragoso Carmona
António Óscar de Fragoso Carmona (Lisboa, Portugal, 24 de noviembre de 1869 – 18 de abril de 1951) fue un político y militar portugués. Hijo y nieto de militares, fue el undécimo presidente de la República portuguesa bajo la dictadura y el posterior Estado Novo.

## Biografía

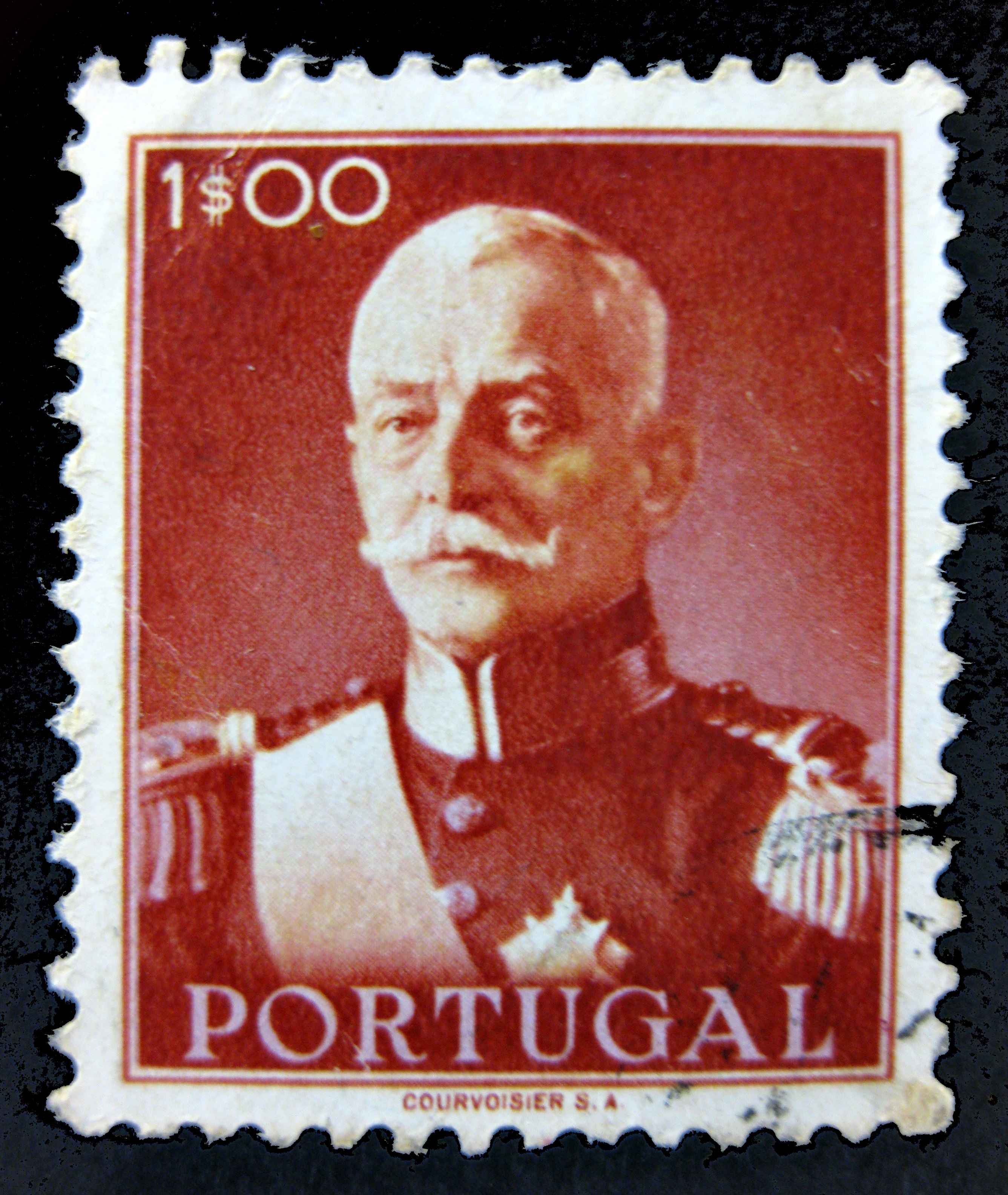
Sello con la imagen de António Óscar de Fragoso Carmona

Perteneciente a una familia de militares, hijo de un conocido general, Carmona entró a estudiar al Colegio Militar de Portugal, alcanzando el grado de mariscal al culminar su carrera.
Fue uno de los principales conspiradores en el Golpe de Estado del 28 de mayo de 1926, que provocó la caída de la Primera República Portuguesa.
Asumió el poder tras la caída de Gomes da Costa, como presidente del Consejo de Ministros (9 de julio de 1926), continuando la gobernación de la llamada Dictadura Nacional; formalmente, sólo sería nombrado presidente de la República el 16 de noviembre de 1926. Fue reelecto en 1928, 1935, 1942 y 1949, y se mantuvo en el poder hasta la fecha de su muerte. Durante su gobierno se institucionalizó el régimen de Salazar. Óscar Carmona también fue mariscal del ejército a partir de 1947.
Su biblioteca personal fue adquirida por la Biblioteca Nacional de Australia en 1967/8.

## Reconocimientos
- Gran Collar de la Orden Imperial de las Flechas Rojas (1939)[4]